# ダニエル・オトゥル
ダニエル・オトゥル（Daniel Oturu、1999年9月20日 - ）は、アメリカ合衆国・ニューヨーク州ニューヨークブルックリン区出身のプロバスケットボール選手。ポジションはセンター。

## 来歴

### NBA・Gリーグ(2020-2022)

#### トロント・ラプターズ(2021-2022)
2021年12月26日、トロント・ラプターズに10日間契約で加入した。

### ヨーロッパ(2023-)
2025年7月6日、ユーロリーグとBSLに所属するハポエル・テルアビブBCへの加入が発表された。契約期間は3年。